# Asparagus longipes
Asparagus longipes — вид рослин із родини холодкових (Asparagaceae).

## Біоморфологічна характеристика
Це виткий беззбройний напівкущ; гілки з рясними, дуже тонкими, перистими гілками.

## Середовище проживання
Ареал: Камерун.